# Meesiger
Meesiger település Németországban, Mecklenburg-Elő-Pomeránia tartományban. Lakosainak száma 236 fő (2023. december 31.).

## Népesség
A település népességének változása:
| Lakosok száma | 232  | 221  | 221  | 240  | 232  | 236  |
|               | 2014 | 2017 | 2019 | 2021 | 2022 | 2023 |